# Vorfreude

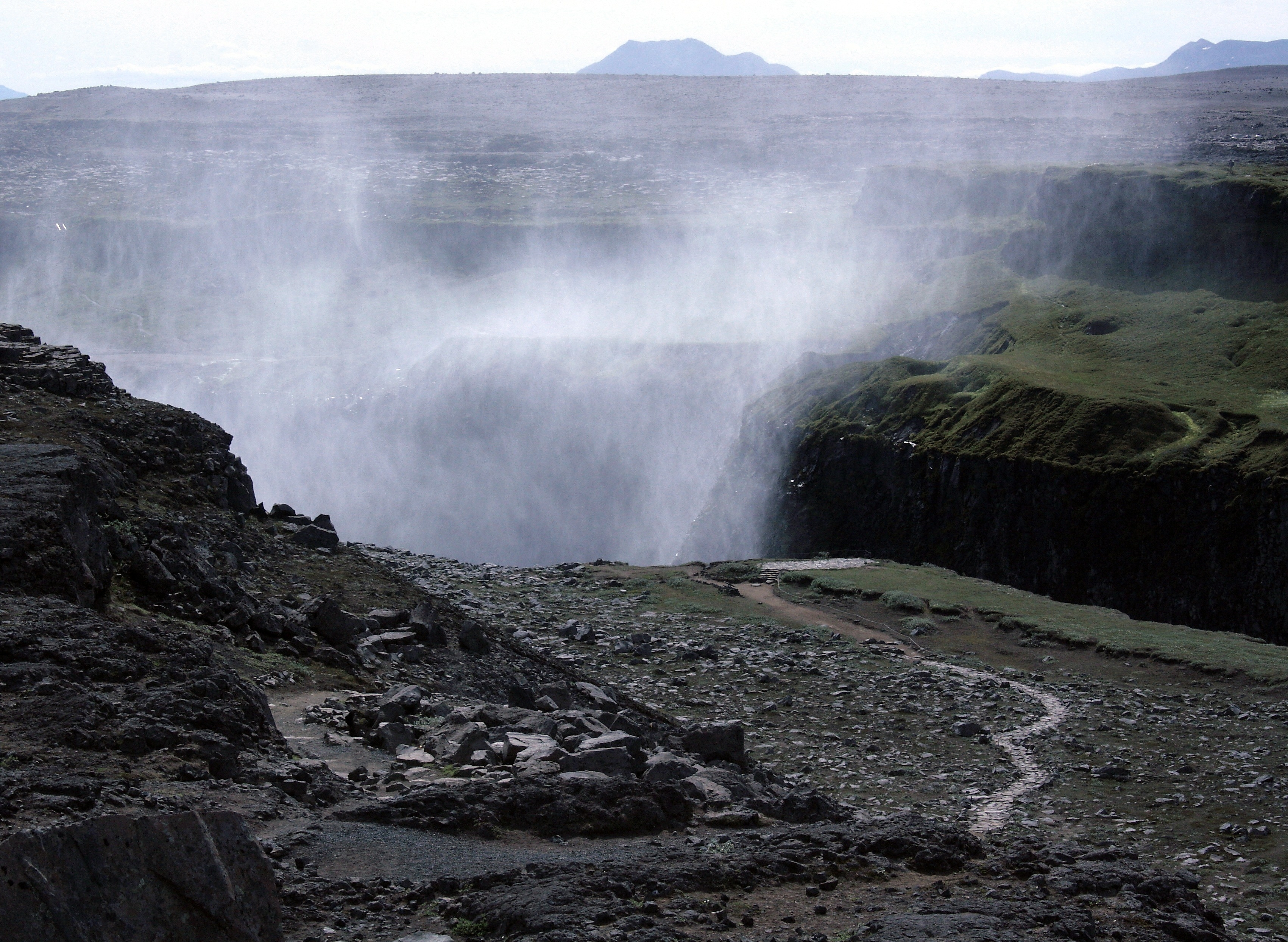
Die Vorfreude des Wanderers: Der nahe Wasserfall kündigt sich mit seinem Schleier aus Wasserdunst an.

Die Vorfreude ist eine Emotion, die durch die Erwartung eines nahenden positiven Ereignisses (z. B. erwartetes Geschenk) ausgelöst wird (im Unterschied zu der Freude, die auf das tatsächliche Ereignis reagiert). Beendet wird sie entweder durch das Eintreffen dieses Ereignisses oder durch die Erfahrung der Enttäuschung, wenn das Erwartete ausbleibt.
Forscher der University of California in Irvine haben empirisch belegt, dass Vorfreude den Endorphin-Spiegel erhöht und Stressgefühle vermindert.
Ein Sprichwort (Bonmot) besagt 'Vorfreude ist die beste (oder: schönste) Freude'. Antoine de Saint-Exupéry illustriert in seinem Werk Der kleine Prinz die positiven Effekte von Vorfreude wie auch die negativen Auswirkungen bei Enttäuschung:

„Es wäre besser gewesen, du wärst zur selben Stunde wiedergekommen", sagte der Fuchs. "Wenn du zum Beispiel um vier Uhr nachmittags kommst, kann ich um drei Uhr anfangen, glücklich zu sein. Je mehr die Zeit vergeht, um so glücklicher werde ich mich fühlen. Um vier Uhr werde ich mich schon aufregen und beunruhigen; ich werde erfahren, wie teuer das Glück ist. Wenn du aber irgendwann kommst, kann ich nie wissen, wann mein Herz da sein soll ... Es muß feste Bräuche geben.“

In einer experimentellen Studie wurde gezeigt, dass mehr als die Hälfte der Teilnehmer ein freudiges Ereignis lieber drei Tage verschieben würde, als es sofort zu erleben. Die Teilnehmer sollten sich vorstellen, ihren Lieblings-Filmstar küssen zu dürfen.
Es gibt Paare, die auf vorehelichen Geschlechts- oder Vaginalverkehr verzichten, um die Vorfreude auf den ehelichen Beischlaf voll auszukosten.